# Арнаут Павле
Арнаут Павле (у западној литератури познат као Арнолд Паоле (Arnold Paole) је био српски хајдук за кога се веровало да је након своје смрти постао вампир. Прича о Павлу је једна од раних прича о вампирима, која се очувала годинама без промене. Сматра се да део његовог имена „Арнаут“ означавало његову војну службу у османлијској војсци, јер су хришћанске најамнике у турској војсци тада називали „арнаутима“.

## Биографија
Ране 1725. Арнаут Павле се вратио из турске војске у свој родни крај код Мораве. Северна централна Србија била је од 1718. под аустријском влашћу. Село се у каснијем извештају комесара Јоханеса Фликингера звало "Meduegia" (Медвеђа), које се у првим тумачењима често повезивало са данашњом Медвеђом. Међутим, данашња Медвеђа (у Јабланичком округу) се није налазила под аустријском влашћу. Ради се о селу Медвеђа код Трстеника, на северној обали Западне Мораве. Бивши најамник је купио нешто земље, окренуо се пољопривреди и био је брзо познат сеоској заједници. Могуће да је добијао новчану подршку аустријске војне управе, која је тежила да на граници према Османлијама држи војну милицију упозната тереном, околностима и турском војском. Заволео је ћерку једног комшије и убрзо су се венчали.
Павле је говорио својој жени о свом страху да умре рано. Кад је служио турску војску био је постављен „код Косова у турској Србији“ (у оригиналу „bey Gossowa in dem türckischen Servien“), где је владало сујеверје да проклетство нађе оног ко би извршио самоубиство; тај би се вратио из мртвих, то јест као мртвац не би нашао мир. Такође је говорио да је у Грчкој имао сусрет са вампиром, који га је пратио до „турске Србије“ где га је Павле убио. Павле је отворио гроб вампира и спалио га. Осим тога је јео од земље испод које је лежао вампир да би се заштитио од будућих напада. Доживљај је толико утицао на њега да је напустио војску и вратио се родном крају.
Године 1725. или 1727. Павле је пао са велике висине и однесен онесвешћен кући. Имао је вероватно тешке унутрашње повреде, те је брзо умро. По Јоханесу Фликингеру пао је са сењака и сломио врат. Сахрањен је на месном гробљу. Након кратког времена почеле су вести о њему. Виђен је више пута у свом крају, увек ноћу. Једни су тврдили да их је посећивао и давио. Међутим, нико није говорио да је хтео да сиса крв. Неколико недеља касније више људи који су тврдили да су га видели су нађени мртвим, са нејасним узроком смрти. Број умрлих је бројао око четири. Мештани су на предлог свог „хаднука“ (хајдук, врачар, лекар?), који је раније присуствовао истим догађајима, отворили његов гроб, пробили колац кроз његово мртво тело и спалили га. Исто су учинили са телима жртава. (Исте године 1725. је у селу Кисиљеву код Пожаревца умро и Петар Благојевић, човек за кога се такође сумња да је након смрти постао вампир. Јако мала раздаљина између ова два случаја доводи их у директну везу, тј. да је Павле узрок посмртних дешавања са Петром).
Ново умирање у Павловом крају почело је 1731. Умрло је седамнаесторо људи, опет са нејасним узроком смрти. Прва која је умрла била је 60-годишња Милица, затим једно осмогодишње дете, двадесетогодишња Стана (умрла при порађају, говорила да се мазала вампирском крвљу) и њено новорођено дете, један шеснаестогодишњи момак (умро после три дана болести), једна десетогодишња девојчица, седамнаестогодишњи Јоаникије (умро после три дана болести), онда „хаднукова“ супруга, затим Ружа (умрла после десет дана болести), шездесетогодишњи Станче, двадесетпетогодишњи хајдучки син Милоје (умро после три месеца болести), Ружино дете (осамнаест дана старо), двадесетједногодишњи Раде (умро после три месеца болести), жена локалног хајдучког барјактара са њеним дететом, дете „хаднукове“ супруге, и двадесетогодишња снаја хајдука Јовице Станојка (умрла после три дана болести). Задња која је умрла, Станојка, говорила је да се петнаестак дана раније пробудила ноћи гушена те да је била дављена од Милоја. Прва која је умрла, Милица, јела је говеђе месо чију је крв наводно пио пет година раније Арнаут Павле.
Аустријска војна управа у Београду послала је званичну комисију да разјасни ситуацију, сачињену од комесара Јоханеса Фликингера (Johannes Flückinger), поручника Бутенера (Buttener) и Ј. Х. фон Линденфелса (Ј.H. von Lindenfels), два војна лекара, Исак Зигел (Isaac Siegel) и Јохан Фридрих Баумгертнер (Johann Friedrich Baumgärtner), и једног свештеника. Отворили су уз присуство месних старешина, међу њима хајдучки капетан "Gorschitz Haduck" (Горшић хајдук?), и локалних Рома и гробове умрлог Радета, „хаднукове“ жене и детета и барјактарове жене и детета, да ексхумирају њихова тела. Та тела су пронађена у распаднутом стању.
Стање, које су затекли код осталих, зачудило их је: њихова мртва тела су изгледала да нису трулила, а коса и нокти као да су порасли. Лица су била румена и надувена. Али доказ о наводном вампиризму била је свежа крв на њиховим уснама. Аустријски комесари су наредили Ромима да свим лешевима са истим знаковима одсеку главе и спале. Јоханес Фликингер је послао опширни извештај у Беч, у којим је дао преглед и покушавао да објасни поменута дешавања.
Његов извештај је био објављен у више новина и изазвао је у Европи дугогодишњу дискусију о вампирима. Објављено је за неколико година више од двадесет радова. Центар дискусије био је протестантски део Немачке, у чијем теолошком учењу није смело да буде такозваних повратника, који би се после њихове смрти показивали живима и њима чинили штету. Сам Фликингер био је скептичан према натприродним дешавањима, па тако завршава свој извештај са: 
| „ | Да ли је то вампирство било од сотоне? Зашто се онда није отерао молитвама? Да ли је било природно (мисли на епидемију), зашто се на (њиховим) телима извршила таква казна или призор? Великим, неправедним и живим вампирима нек се одсеку главе и мртве нек се оставе на миру. Није ли међу вампирима био један разуман човек? Одакле доказати супротно? Како да се његовој родбини не урачуна у срамоту? | ” |

## Модерно научно објашњење
Поменути феномени (не)труљења тела су типични за једну посебну фазу посмртних остатка. Узрок смрти није познат, за које се сматра да је била крива једна епидемија, на пример колера, која тада још није била позната у Европи, али се већ почела ширити од Индије према западу.